# Kornica (samhälle)
Kornica är ett samhälle i Bosnien och Hercegovina.   Det ligger i entiteten Republika Srpska, i den nordöstra delen av landet, 120 km norr om huvudstaden Sarajevo. Kornica ligger 91 meter över havet och antalet invånare är 726.
Terrängen runt Kornica är platt.Närmaste större samhälle är Gradačac, 8,5 km söder om Kornica.
Trakten runt Kornica består till största delen av jordbruksmark. Runt Kornica är det ganska tätbefolkat, med 67 invånare per kvadratkilometer.